# 2023년 말루쿠주 지진
2023녀 말루쿠주 지진은 현지 시각 2023년 1월 10일 오전 2시 47분(IWST)에 인도네시아 말루쿠주 타님바르제도 해역에서 일어난 규모 M7.6의 지진이다.

## 지질학적 배경
인도네시아 북말루쿠주의 지질 활동은 섭입대 단층과 주향이동단층으로 쭉 이어져 있다. 진원 깊이가 60 km 이상인 중발지진에서 심발지진은 큰 피해를 끼치는 쓰나미를 만들어내기에는 힘들다고 보고 있다. 1938년 반다해 지진에서도 규모 M8.5의 큰 지진이었으나 깊이가 60 km라 최대 1.5 m의 쓰나미에 그쳤다. 1963년 10월에는 1938년 지진 진앙의 서쪽 약 37 km 지점에서 규모 M8.1의 지진도 일어났다. 2023년 이전까지 이 지역에서 발생했던 가장 규모가 컸던 지진은 2021년 12월에 발생한 규모 M7.3의 지진이다. 이번 지진의 진앙인 사움라키 주변에에서는 진도 IV에서 VI 사이의 지진이 1920년, 1995년, 2006년, 2009년에 일어났다.

## 지진
인도네시아 기상기후지구물리기관(BMKG)에 따르면 지진은 WIT 기준 오전 2시 47분에 발생했으며, 규모는 M7.5이다. 미국 지질조사국(USGS)과 유럽-지중해 지진학 센터(EMSC)에서는 지진의 규모를 M7.6이라 측정했다. 지진의 진앙은 암본에서 동남쪽으로 약 430 km, 투알에서 서남쪽으로 약 341 km 해역에 있다.
BMKG 기준 지진의 진도는 얌데나에서 수정 메르칼리 진도 계급 VI를 감지했으며, 사움라키에서는 V의 진동을 감지했다. 그 외에 소롱, 카이마나, 와잉가푸, 동숨바현, 남서말루쿠현, 알로르제도, 렘바타섬 등에서 진도 IV를 감지했다.

## 쓰나미
인도네시아 기상기후지구물리기관은 지진 발생 직후 진앙 주변 지역에 쓰나미경보를 발령했으나 나중에 취소했다. 에콰도르와 칠레에서는 본진으로 인한 자국 내 쓰나미 위협이 없다고 발표했다. 타님바르제도에서 최대 높이 9 cm의 쓰나미가 관측되었다.

## 영향

### 피해
지진으로 진앙 인근인 타님바르 제도에서만 4명이 경상을 입고 집 15채가 붕괴되고 523채가 피해를 입었다. 이웃한 남서말루쿠현에서는 집과 학교 344채가 피해를 입었으며 이 중 39채가 심각한 피해를 입었다. 또한 남서말루쿠현에서 주민 7명이 부상을 입었다. 또한 학교 2채, 병원 7곳, 교회 12곳, 정부 건물 8곳도 지진 피해를 입었다. 셀라루에서는 주택 3채가 피해를 입고 고등학교 1곳에서 벽이 무너졌다. 한 때 인도네시아의 대통령이 사용했던 호텔도 심각한 손상을 입었다. 정전 현상도 같이 발생했다. 중남티모르현에서는 지진으로 300 m 길이의 지반이 심하게 갈라지고 휘면서 교통에 영향을 미쳤고 5개 마을의 출입로가 막혔다. 지진으로 총 400명이 난민이 되었다.
이 지진은 멀리 동티모르와 오스트레일리아 북부에서도 감지되었다. 지진의 흔들림은 강하고 오랫동안 지속되었다고 보고되었으며 일부는 집 전체가 흔들리고 땅이 울리는 소리가 들렸다고 보고했다.

### 지반 변화
지진 직후 얌데나섬 북부 해안에서 '섬'이 떠올랐다는 보고가 나왔다. 이 때문에 주민들이 공황에 빠져 인근 마을에서는 급하게 사람들이 대피하기도 했다. 관료들은 이 섬이 일종의 이화산 분출이며, 이런 이화산 분출 현상은 1945년 발루치스탄 지진, 1952년 도카치 해역 지진, 1957년 몽골 지진, 2001년 구자라트 지진, 2004년 인도양 지진해일, 2013년 파키스탄 지진에서도 관측되었다고 말했다.

## 같이 보기
- 2023년 지진
- 인도네시아의 지진 목록